# Ralph Thomas Hotchkin Griffith
Ralph Thomas Hotchkin Griffith, född 1826, död 1906, indolog och översättare av vediska skrifter till engelska.